# Вайсандт-Гёльцау
Вайсандт-Гёльцау (нем. Weißandt-Gölzau) — населённый пункт в Германии, в земле Саксония-Анхальт. 
Входит в состав города Зюдлихес-Анхальт района Кётен. Население составляет 1810 человек (на 31 декабря 2008 года). Занимает площадь 9,51 км².
Коммуна Вайсандт-Гёльцау была образована 1 апреля 1937 года в результате объединения деревень Вайсандт и Гёльцау. 1 января 2010 года Вайсандт-Гёльцау была объединена вместе с соседними коммунами, образовав город Зюдлихес-Анхальт.

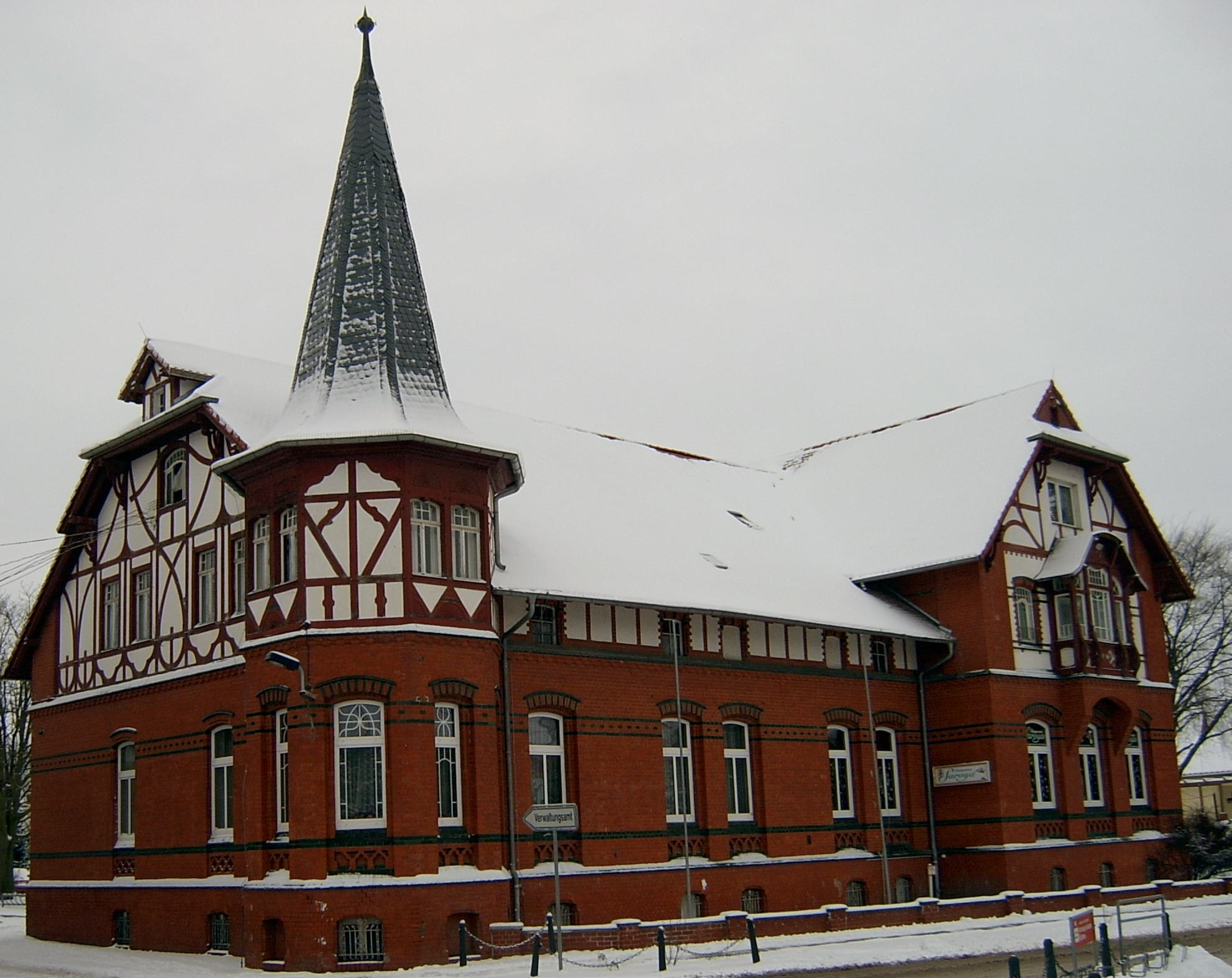
Вайсандт-Гёльцау